# Mont Jinba
Le mont Jinba (陣馬山, Jinba-san) est une montagne culminant à 855 m d'altitude entre Hachiōji dans la préfecture de Tokyo et Fujino dans la préfecture de Kanagawa.